# Pilosella corymbulifera
Pilosella corymbulifera là một loài thực vật có hoa trong họ Cúc. Loài này được (Arv.-Touv.) Arv.-Touv. miêu tả khoa học đầu tiên năm 1879.